# Cyclophora depulsa
Cyclophora depulsa är en fjärilsart som beskrevs av Max Joseph Bastelberger 1908. Cyclophora depulsa ingår i släktet Cyclophora och familjen mätare. Inga underarter finns listade i Catalogue of Life.